# Henri Isemborghs
Henri Isemborghs (30 de janeiro de 1914 - 9 de março de 1973) foi um futebolista belga que competiu na Copa do Mundo FIFA de 1938.